# Giscó (fill d'Hamílcar el Samnita)
Giscó (en púnic: 𐤂𐤓𐤎𐤊𐤍 grskn; en grec antic: Γίσκων, llatí: Gisco), fill d'Hamílcar el Samnita, va ser un polític cartaginès del segle ii aC.
Probablement tenia era un dels magistrats principals de Cartago en temps de la Tercera Guerra Púnica, quan arribaren uns ambaixadors romans per resoldre les diferències entre Masinissa I i Cartago l'any 151 aC: el senat cartaginès estava disposat a acceptar el dictat dels romans, però Giscó, amb els seus discursos abrandats en contra, va excitar als senadors fins al punt que els ambaixadors es van sentir amenaçats i van fugir de Cartago.